# Zalelia, Țarîceanka
Zalelia (în ucraineană Залелія) este localitatea de reședință a comunei Zalelia din raionul Țarîceanka, regiunea Dnipropetrovsk, Ucraina.

## Demografie
Componența lingvistică a localității Zalelia
     Ucraineană (95,4%)
     Rusă (4,09%)
     Alte limbi (0,52%)
Conform recensământului din 2001, majoritatea populației localității Zalelia era vorbitoare de ucraineană (95,4%), existând în minoritate și vorbitori de rusă (4,09%).